# Desmodium intortum
Desmodium intortum là một loài thực vật có hoa trong họ Đậu. Loài này được (Mill.) Urb. miêu tả khoa học đầu tiên.

## Hình ảnh

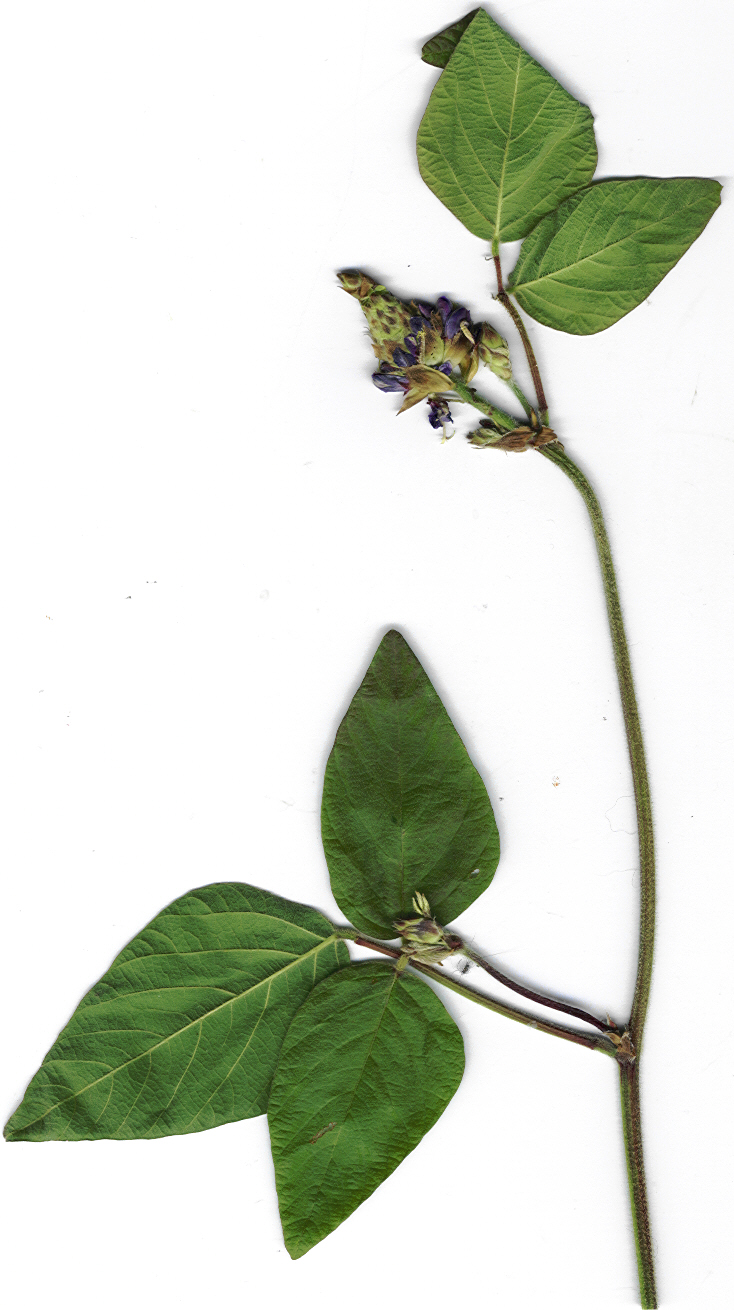
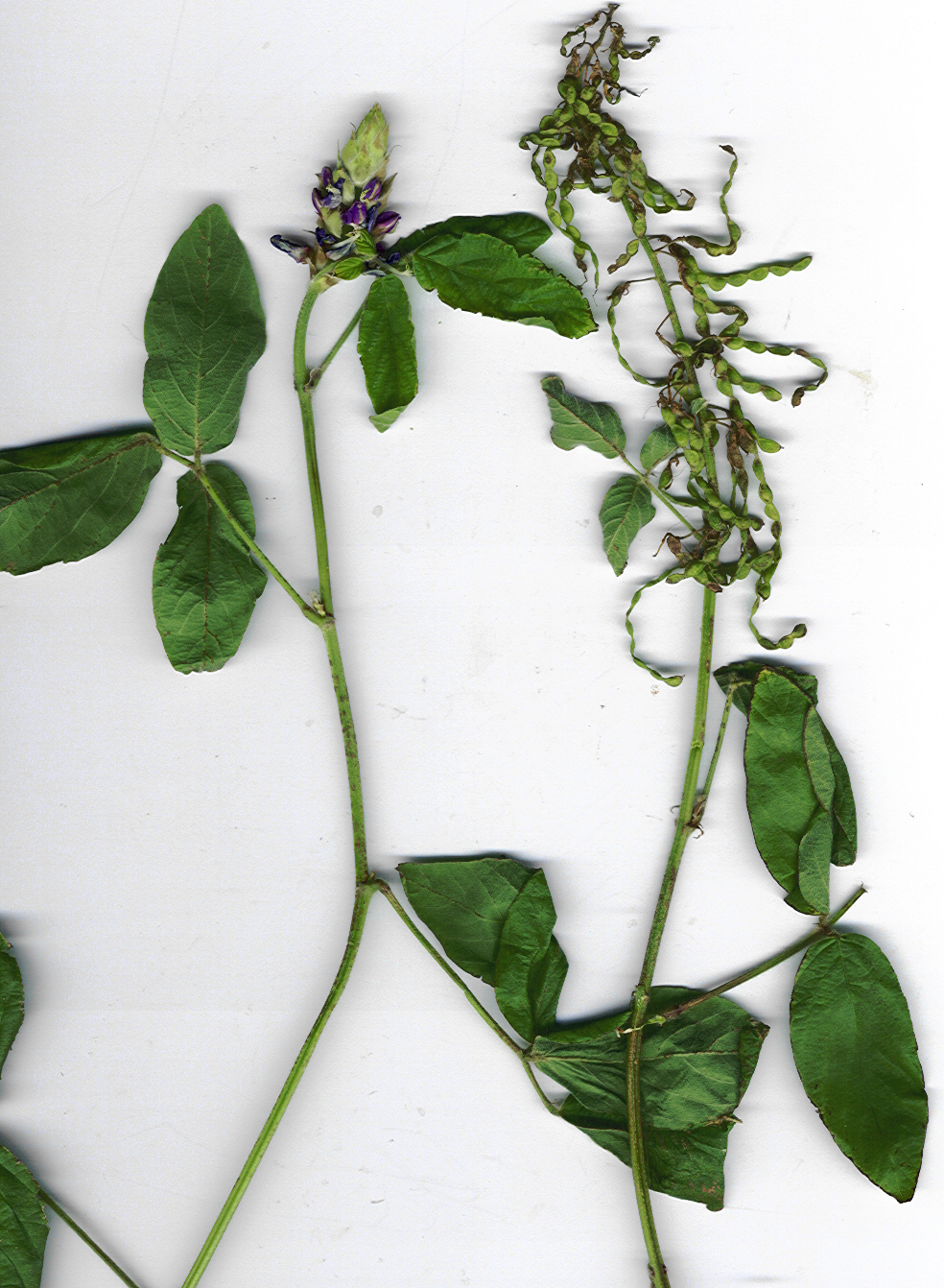
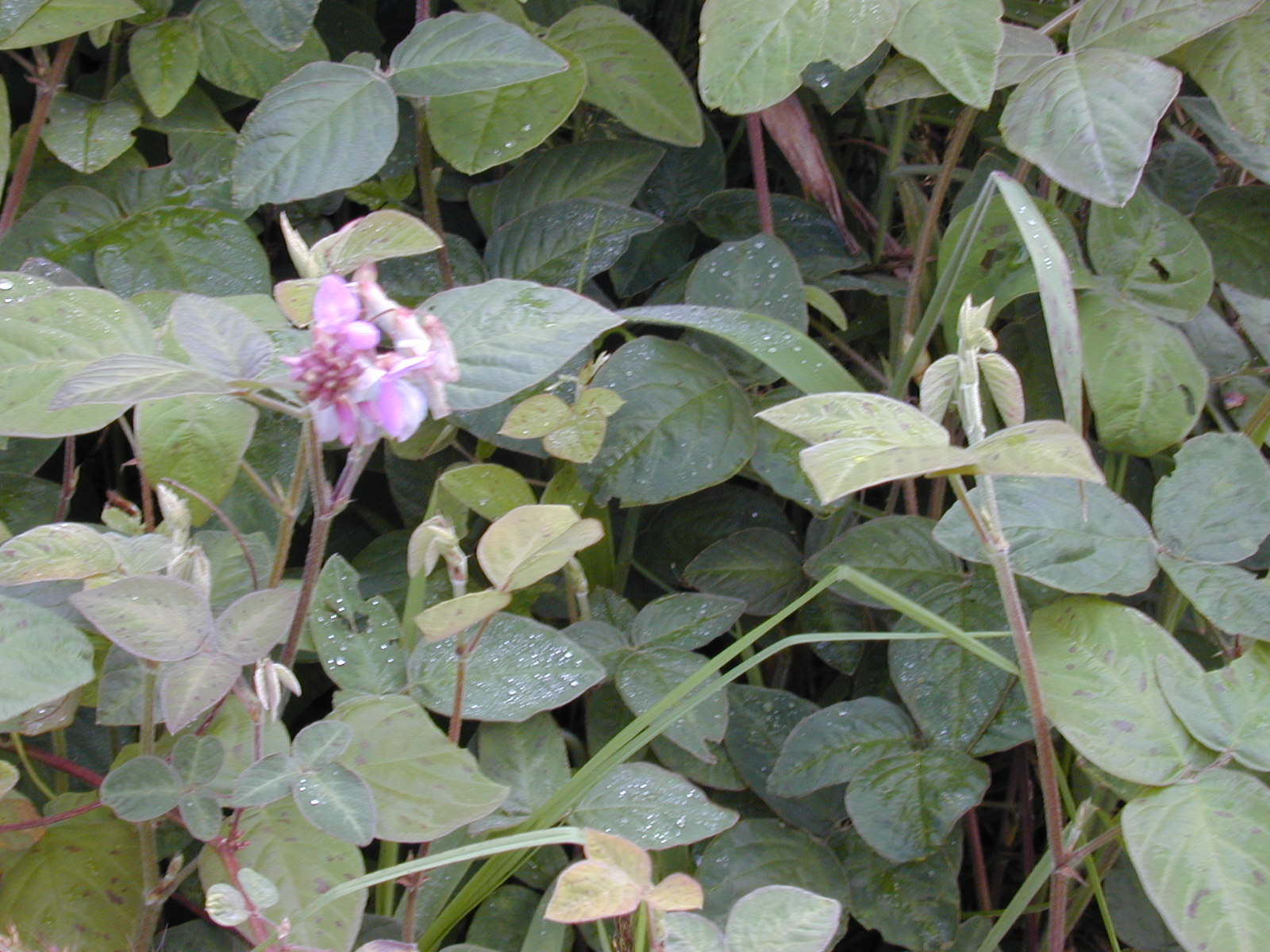
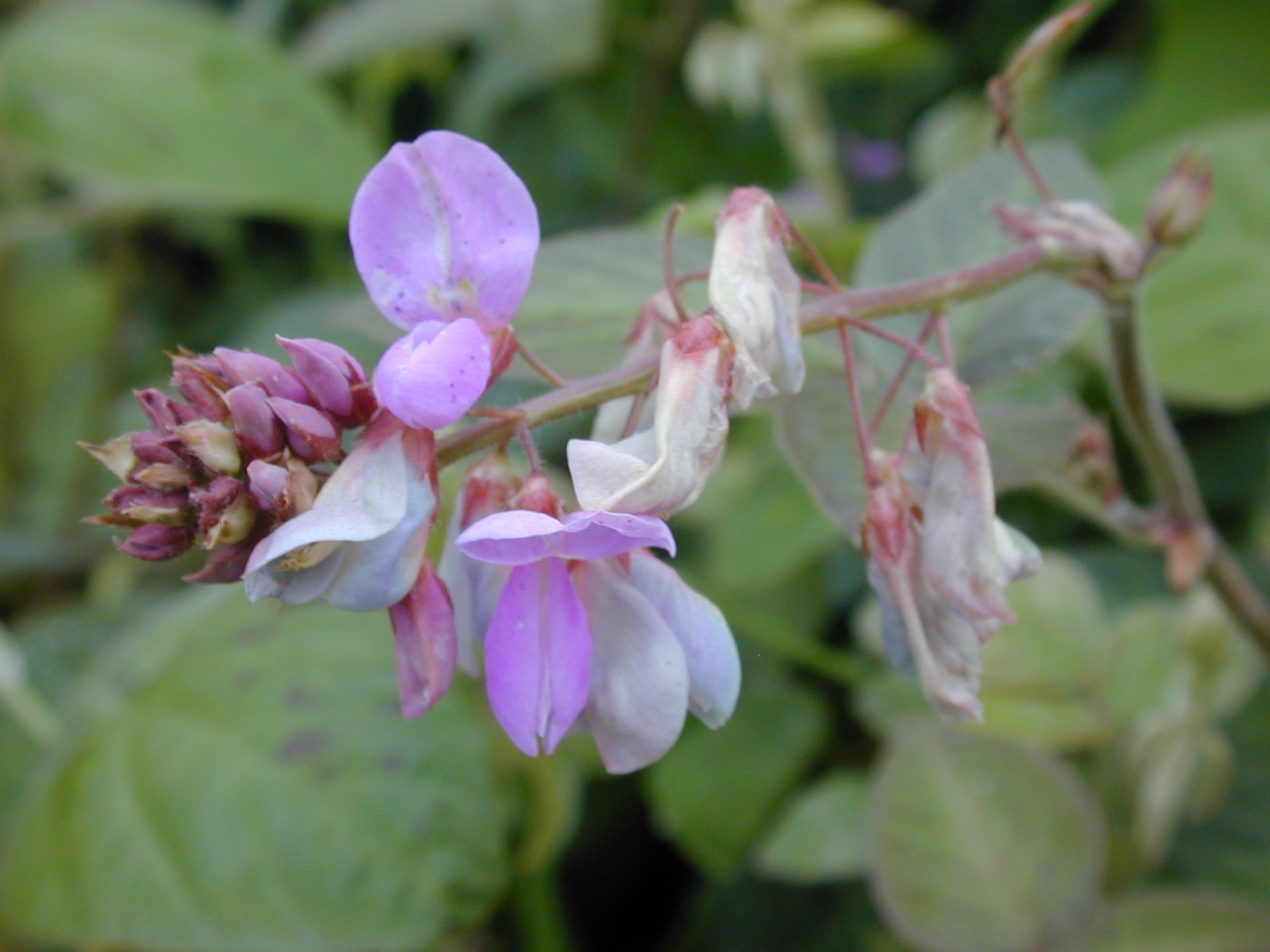